# Chhatarpur (Stadt)
Chhatarpur (Hindi: छतरपुर) ist eine Großstadt mit ca. 180.000 Einwohnern in der historischen Region Bundelkhand im Norden des indischen Bundesstaats Madhya Pradesh. Chhatarpur war die Hauptstadt des früheren gleichnamigen Fürstenstaates und ist heute Verwaltungssitz des gleichnamigen Distrikts.

## Lage
Chhatarpur liegt in den bewaldeten nördlichen Ausläufern des Vindhyagebirges in einer Höhe von ca. 305 m ü. d. M. Die Millionenstadt Bhopal liegt ca. 330 km (Fahrtstrecke) in südwestlicher Richtung; die Stadt Prayagraj befindet sich ca. 300 km nordöstlich. Das Klima ist warm bis heiß; Regen (ca. 1200 mm/Jahr) fällt nahezu ausschließlich während der sommerlichen Monsunzeit.

## Bevölkerung
Offizielle Bevölkerungsstatistiken werden erst seit 1991 geführt und veröffentlicht.
| Jahr      | 1991   | 2001    | 2011    |
| Einwohner | 72.824 | 104.465 | 142.128 |

Die Bevölkerung von Chhatarpur besteht hauptsächlich aus Hindus (ca. 80 %), Moslems (ca. 17,5 %) und Jains (ca. 1,5 %); Sikhs, Christen und Buddhisten bilden kleine Minderheiten. Wie bei Volkszählungen in Indien üblich übersteigt der männliche Bevölkerungsteil den weiblichen deutlich. Man spricht zumeist Hindi und Bundeli.

## Wirtschaft
Die Landwirtschaft in der Umgebung bildet die Lebens- und Wirtschaftsgrundlage der Stadtbevölkerung. In der Stadt selbst haben sich Händler, Handwerker und Dienstleister aller Art niedergelassen. Industrie hat sich bislang nur in Ansätzen entwickelt.

## Geschichte
In der Region dominierten – trotz ihrer nominellen Zugehörigkeit zum Maurya- und zum Gupta-Reich – jahrhundertelang verschiedene Stammesgruppen. Vom 10. bis 12. Jahrhundert gehörte sie zum Chandella-Reich. Nach der islamischen Eroberung Nordindiens wurde sie vom Sultanat von Delhi und vom Mogulreich beherrscht. Im ausgehenden 17. Jahrhundert löste sich der Kriegerfürst Chhatrasal (1649–1731) vom Mogulreich ab und gründete ein eigenes Staatsgebilde, aus welchem u. a. die Fürstenstaaten Panna und Chhatarpur hervorgingen. Die Stadt Chhatarpur entwickelte sich erst in dieser Zeit und geriet – wie ganz Indien – im 19. Jahrhundert unter die militärische, wirtschaftliche und administrative Kontrolle der Briten.

## Persönlichkeiten
- Vishal Mangalwadi (* 1949), Philosoph, Theologe, Reformer und Autor

## Sehenswürdigkeiten
Die vergleichsweise junge Stadt verfügt über keine historisch oder kulturell bedeutsamen Sehenswürdigkeiten. Die historische Stätte von Dhubela und das Maharaja Chhatrasal Museum befinden sich nur ca. 16 km nordwestlich; der zum UNESCO-Weltkulturerbe gehörende Tempelbezirk von Khajuraho liegt ca. 44 km südöstlich.